# Cornwells Heights-Eddington
Cornwells Heights-Eddington fue un lugar designado por el censo ubicado en el condado de Bucks en el estado estadounidense de Pensilvania. En el año 2000 tenía una población de 3,406 habitantes y una densidad poblacional de 1,286.7 personas por km².

## Geografía
Cornwells Heights-Eddington se encuentra ubicado en las coordenadas 40°05′07″N 74°56′46″O / 40.08528, -74.94611.

## Demografía
Según la Oficina del Censo en 2000 los ingresos medios por hogar en la localidad eran de $49,728 y los ingresos medios por familia eran $55,905. Los hombres tenían unos ingresos medios de $41,614 frente a los $32,107 para las mujeres. La renta per cápita para la localidad era de $24,171. Alrededor del 8.3% de la población estaba por debajo del umbral de pobreza.